# Warchalking

Simboli warchalking, (nodo aperto, nodo chiuso, nodo protetto con crittografia WEP)

Il Warchalking è una usanza che consiste nel disegnare simboli in luoghi pubblici per segnalare una rete Wi-Fi aperta, cioè che non richiede chiavi d'accesso.
I simboli warchalking sono stati concepiti da un gruppo di amici nel giugno 2002 e pubblicati da Matt Jones. Essi sono legati al Wardriving, l'attività che consiste nell'intercettare reti Wi-Fi, in automobile o a piedi con un laptop.
Quando una rete Wi-Fi viene intercettata, il warchalker disegna un simbolo speciale su qualunque oggetto vicino all'intercettazione come un muro o sulla pavimentazione della strada. 
I simboli possono essere differenti, in relazione al tipo di rete (aperta o chiusa) o al tipo di crittografia (WEP, WPA).